# طلا (فیلم ۱۳۹۷)
طلا فیلمی به کارگردانی و نویسندگی پرویز شهبازی و به تهیه‌کنندگی رامبد جوان و محمد شایسته ساخته سال ۱۳۹۷ است. این فیلم به سبک درام اجتماعی و به زبان فارسی، محصول ایران می‌باشد.

## خلاصه داستان
چند جوان قصد راه‌اندازی رستورانی را دارند در این میان پدر یکی از آن‌ها فوت کرده و مبلغ قابل توجهی پول نیز مفقود می‌شود.

## بازیگران
- نگار جواهریان در نقش دریا
- هومن سیدی در نقش منصور
- طناز طباطبایی در نقش لیلا
- مهرداد صدیقیان در نقش رضا
- احترام برومند در نقش مادر دریا
- هامون سیدی در نقش ناصر
- هدی زین‌العابدین در نقش الهام
- بیژن افشار در نقش پدر دریا
- عباس امیری در نقش بنگاهی
- رضا کریمی در نقش رئیس لیلا
- فاطمه مرتاضی در نقش مادربزرگ منصور

## افتخارات

### سی و هفتمین جشنواره فیلم فجر
| قسمت             | نامزد        | نتیجه    |
| ---------------- | ------------ | -------- |
| بهترین فیلمنامه  | پرویز شهبازی | نامزدشده |
| بهترین صدابرداری | منصور شهبازی | نامزدشده |

### بیستمین دوره جشن حافظ
| قسمت                     | نامزد                    | نتیجه    |
| ------------------------ | ------------------------ | -------- |
| بهترین فیلم              | رامبد جوان و محمد شایسته | نامزدشده |
| بهترین کارگردانی سینمایی | پرویز شهبازی             | نامزدشده |
| بهترین فیلمنامه سینمایی  | پرویز شهبازی             | نامزدشده |
| بهترین بازیگر زن سینما   | نگار جواهریان            | نامزدشده |
| بهترین تدوین             | پرویز شهبازی             | نامزدشده |

### سی و نهمین جشنواره فیلم فجر
| قسمت         | نامزد          | نتیجه    |
| ------------ | -------------- | -------- |
| بهترین آنونس | مسعود رفیع‌زاده | نامزدشده |